# 塩冶頼泰
塩冶 頼泰（えんや よりやす、旧字体表記：鹽冶 賴泰）は鎌倉幕府の御家人、出雲守護。出雲塩冶氏の祖となった。

## 生涯
生誕年は不明だが、鎌倉幕府第5代執権の北条時頼が北条氏得宗家当主であった期間（1246年-1263年）内に元服して、時頼と烏帽子親子関係を結んでその偏諱（「頼」の字）を受けた人物とみられている。
近江源氏の嫡流佐々木秀義の五男義清が、承久3年（1221年）6月に起きた承久の乱で、武家方に味方して勝利した功により、出雲・隠岐2国の守護となり、以後義清の系統は両国の守護を継承していた。
義清の孫である頼泰は、隠岐国守護を継承していった兄・時清の系統とは分かれて、出雲国神門郡塩冶郷に大廻城（おおさこじょう/だいさこじょう）を築いてここを本貫地とし、地名を取って塩冶左衛門尉を称した。これが塩冶氏の始まりである。その時期は弘安年間（1278年-1287年）だったようであり、父・泰清から出雲守護を継承したのが弘安元年（1278年）とされている。同6年（1283年）には鰐淵寺の衆徒に対し、亡き父・泰清の遺志により、鰐淵寺三重塔婆造営のための30貫文と銀塔一基を布施して引き続きの協力を要請している。
同7年（1284年）の段階でも頼泰が出雲守護であり、この年の9月には、二月騒動での謀反人・北条時輔の遺児の諸所巡回を用心すべきとの関東御教書を鰐淵寺に施行している。同11年（1288年）9月には塩冶郷内大津村田地一町を杵築大社神田に寄進している。その他の活動としては、領内にある塩冶神社に、守護である頼泰が武勇を尊ぶ趣意から誉田別命を勧請したことが挙げられ、これにより同神社は｢塩冶八幡｣とも呼ばれたと伝わっている（→八幡神#鎌倉時代以降）。
頼泰の子、貞清の系統は以後鎌倉時代を通じて出雲守護職を相伝した。